# Diván de Oriente y Occidente
El Diván de Oriente y Occidente (en alemán West-östlicher Divan) es la última de las antologías importantes elaboradas por Johann Wolfgang von Goethe. Comprende doce libros publicados entre 1819 y 1827, cada uno de ellos con un título oriental y un título en alemán.
Se trata de una antología de poesía lírica inspirada en la poesía persa, con temas sufis del poeta Hafiz Shirazi, que Goethe descubrió en 1814 en la traducción alemana del orientalista austríaco Joseph von Hammer-Purgstall, publicada en 1812. Gran parte de los poemas se remontan a la correspondencia entre Goethe y Marianne von Willemer, quien compuso algunos de ellos (West, um deine feuchten Flügel, Ach wie sehr ich dich beneide...), que Goethe retocó en seguida, antes de incluirlos en el libro de Souleika.

## Goethe y el islam
En realidad, la actitud positiva de Goethe hacia el islam va mucho más allá de la que hubiera tenido anteriormente cualquier alemán. Él mismo escribe, en tercera persona, el 24 de febrero de 1816: «El poeta [Goethe]... no desmiente las sospechas de que él mismo sea un musulmán». (WA I, 41, 86). Más tarde, Goethe se muestra aún más abiertamente como musulmán: «No puedo decirte más que esto: Trato de permanecer en el Islam» (Carta a Zelter. 20–9–1820).
También escribe en el Diván:

Es estúpido que todo el mundo

esté alabando su opinión particular.

Si el Islam significa sumisión a Dios,

todos vivimos y morimos como musulmanes.

## Título de la antología
El manuscrito de Goethe y la edición original de la antología (Cottaische Buchhandlung, Stuttgart, 1819) ostentan el título West-östlicher Divan, que es por tanto la ortografía considerada históricamente correcta. Sin embargo, algunas ediciones alemanas han usado una grafía sin guion o han escrito la segunda palabra Diwan.

## Composición de la antología
- Moganni nameh – Buch des Sängers (El libro del cantor)
- Hafis nameh – Buch Hafis (El libro de Hafiz)
- Uschk nameh – Buch der Liebe (El libro del amor)
- Tefkir nameh – Buch der Betrachtungen (El libro de las reflexiones)
- Rendsch nameh – Buch des Unmuts (El libro del mal humor)
- Hikmet nameh – Buch der Sprüche (El libro de las máximas)
- Timur nameh – Buch des Timur (El libro de Timour)
- Suleika nameh – Buch Suleika (El libro de Suleika)
- Saki nameh – Das Schenkenbuch (El libro de la ofrenda)
- Mathal nameh – Buch der Parabeln (El libro de las parábolas)
- Parsi nameh – Buch des Parsen (El libro del parsi)
- Chuld nameh – Buch des Paradieses (El libro del paraíso)

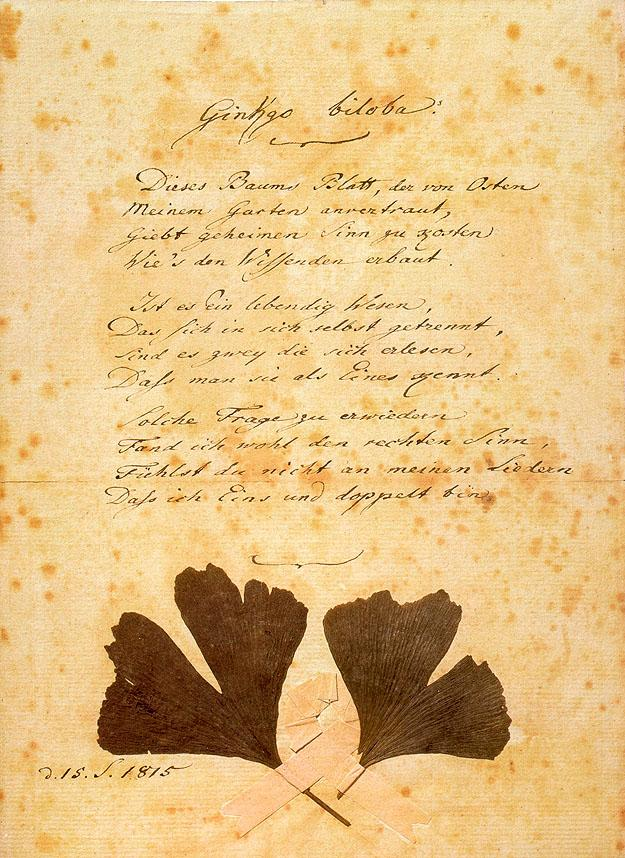
Manuscrito de Ginkgo biloba, uno de los poemas del Libro de Souleika.

## Posteridad
Algunos poemas fueron musicalizados por Franz Schubert («Suleika I», op. 14 No. 1 D. 720, 1821; «Suleika II», op. 31 D. 717, 1821), por Robert Schumann («Myrten» op. 25: Nr. 5 «Sitz' ich allein», Nr. 6 «Setze mir nicht, du Grobian», Nr. 9 «Lied der Suleika»), por Felix Mendelssohn Bartholdy («Suleika» op. 34 Nr. 4, 1837; «Suleika» op. 57 Nr. 3, 1837), por Hugo Wolf, por Richard Strauss («Wer wird von der der Welt verlangen» op. 67 Nr. 4, 1918), por Waldemar von Baußnern (Cantata sinfónica «Hafis», 1929), por Arnold Schönberg y por Othmar Schoeck.
El poeta indio en lengua persa Muhammad Iqbal es el autor de una antología de poemas intitulada Payam-e-Mashriq (Embajada oriental) (1923) en la cual responde al saludo dirigido por Goethe a Oriente.

## Traducciones
- Henri Lichtenberger (trad.), Claude David (préface et notes), Le Divan, Gallimard, coll. « Poésie » n° 189, [Paris], 1984, 245 p., 18 cm ISBN 2-07-032255-6
- Henri Lichtenberger (trad.), Divan occidental-oriental, Aubier-Montaigne, coll. « Collection bilingue des classiques étrangers » Paris, 1940 (réimpr. 1949, 1950), 492 p., 19 cm
- Alphonse Séché (éd.), Lieds, ballades, odes, poésies diverses, sonnets, épigrammes, élégies, Prométhée, Divan oriental-occidental, L. Michaud, coll. « Bibliothèque des poètes français et étrangers » n° 6, Paris, (1909), XVII-134 p., 18 cm
- Jacques Porchat (trad.), Oeuvres de Goethe. Vol 1 : Poésies diverses ; Pensées ; Divan oriental-occidental avec le commentaire, Hachette, Paris, 1861, XI-755 p., 24 cm
- Helena Cortés Gabaudan (trad.), El Diván de Oriente y Occidente, 2020, 368 p., 21 cm ISBN 978-8412113631. Traducción premiada por el Ministerio de Cultura y Deporte de España con el Premio Nacional a la Mejor Traducción 2021[2]